# Kawęczyn (powiat buski)
Kawęczyn – wieś w Polsce położona w województwie świętokrzyskim, w powiecie buskim, w gminie Nowy Korczyn.
| SIMC    | Nazwa  | Rodzaj    |
| ------- | ------ | --------- |
| 0256113 | Pagóry | część wsi |
| 0256120 | Radła  | kolonia   |

W latach 1975–1998 miejscowość należała administracyjnie do województwa kieleckiego.